# Benny i Joon
Benny i Joon (ang. Benny & Joon) – amerykańska komedia romantyczna z 1993 roku w reżyserii Jeremiaha S. Chechika. Film opowiada o miłości niezrównoważonej emocjonalnie Joon i ekscentrycznego Sama. W ich role wcielili się Mary Stuart Masterson i Johnny Depp. Naodpiekuńczego brata Joon, Benny’ego, zagrał Aidan Quinn.

## Główne role
- Johnny Depp – Sam
- Mary Stuart Masterson – Juniper „Joon” Pearl
- Aidan Quinn – Benjamin „Benny” Pearl
- Julianne Moore – Ruthie
- Oliver Platt – Eric
- CCH Pounder – dr Garvey
- Dan Hedaya – Thomas
- Joe Grifasi – Mike
- William H. Macy – Randy Burch
- Liane Curtis – Claudia

## Nagrody i nominacje
Złote Globy 1993
- Najlepszy aktor w komedii/musicalu – Johnny Depp (nominacja)

## Wersja polska
Wersja polska: Start International Polska

Reżyseria: Ewa Kania

Wystąpili:
- Jacek Kopczyński – Sam
- Agnieszka Kotlarska – Juniper „Joon” Pearl
- Mirosław Konarowski – Benjamin „Benny” Pearl
- Elżbieta Jędrzejewska – Ruthie
- Krzysztof Kołbasiuk – Eric
- Ewa Wawrzoń – dr Garvey
- Janusz Bukowski – Thomas
- Wojciech Machnicki – Mike
- Krzysztof Janczar – Randy Burch

i inni